# Говори (Віньковецький район)
Го́вори — село в Україні, у Віньковецькій селищній громаді Хмельницького району Хмельницької області. Населення становить 438 осіб (зі 165 дворів).
Село постраждало внаслідок геноциду українського народу , проведеного урядом СССР 1932-1933.

## Географія
Село лежить на річці Говірці (або Жван), і на захід є сусідом села Ломачинці, а на південь — сіл Пилипківці та Заборознівці. На півночі знаходиться село Зоряне, а на північному заході — село Осламів. 

## Історія
Перша писемна згадка про село трапляється у податкових списках 1530-1585 років. На карті Боплана Говори показані на краю великого лісу, який тягнеться до Бару. Село належало польським дворянським родам Заготовським, Старжинським, Тишкевичам. 
З церковних літописів відомо, що Свято-Покровську церкву було збудовано на початку XVII ст. У 1753 р. побудовано з дуба нову церкву, яка згоріла, і у 1776-му зусиллями прихожан зведено каплицю. У 1878 р. на честь Покрови Пресвятої Богородиці збудовано новий храм з двома банями хрестоподібної форми. Церковно-єпархіальну школу відкрито у 1863 р. 
На початку XX ст. Говори входили до Осламівської волості Ушицького повіту. Тут нараховувалися 253 двори та 2123 жителі. У селі був маєток графині Марії Тишкевич, якій належало 1177 дес. землі. 
7 (20) листопада 1917 року, відповідно до Третього Універсалу Української Центральної Ради, увійшло до складу Української Народної Республіки. 
Говорівська сільська рада створена у 1921 році. Першим головою був Лисак Іван Гнатович. Надалі сільраду очолювали: Гудима Іван Петрович, а з 1937 року&nb sp;—Лфінчук Кирило Володимирович, який пропрацював до початку війни СРСР з Німеччиною.
В липні нацисти захопили село. Майже три роки тривала окупація. Понад 200 односельчан не повернулися додому. 25 березня 1944 року підрозділи 18-ї армії визволили Говори. 
Сільська рада відновила свою діяльність , її головою обрали жителя с. Зіньків, Варана Петра Григоровича. Наступними очільниками керівництва були: Осмоловський Володимир Леонідович, Кулик Василь Арсентійович, Андрухов Іван Володимирович, Бухтяк Раїса Петрівна, Бурківський Віктор Іванович (голова колгоспу «Новий шлях»), Баштанюк Тетяна Арсеніївна, Гриньова Лідія Мойсеївна, Косован Іван Васильович, Баштанюк Василь Іванович.
12 червня 2020 року, відповідно до розпорядження Кабінету Міністрів України № 727-р «Про визначення адміністративних центрів та затвердження територій територіальних громад Хмельницької області», увійшло до складу Віньковецької селищної громади.
19 липня 2020 року, після ліквідації Віньковецького району, село увійшло до Хмельницького району.

## Релігія
Церква святого Миколая, УГКЦ
Парафію утворено і зареєстровано у 2002 році. Богослужіння проводять у пристосованому приміщенні.
Діє припарафіяльна спільнота «Матері в молитві». Адміністратором парафії з вересня 2007 року є о. Роман Зозуля.

## Пам'ятки історичного та природоохоронного фонду
- Садиба графів Тишкевичів початку XIX ст.: Палац XVIII—поч. XIX ст., Західний та східний флігелі, Говорівський парк (9,9 га).
- В околицях села — залишки трипільського поселення (виявлено кераміку, кам'яні знаряддя, антропоморфні статуетки).

## Відомі уродженці
- Андрухов Л. О. — заступник губернатора Хабаровського краю;
- Баштанюк С. І. — заступник начальника штабу УМВС України;
- Пастушенко Леонід Трохимович — український письменник, член Національної спілки письменників України.
- Навчався до 1956 р. у технічному училищі Бойко Олексій Михайлович — український поет-гуморист, член Національної спілки письменників України.
- Курган Іван Петрович, 1932 р.н., вчений агроном, кавалер ордена Трудового Червоного Прапора (за освоєння цілинних та залежних земель Казахстану), трудових медалей та відзнак СРСР та України. Активний та плідний учасник агроосвоєння степів півдня України.
- Кушнір Анатолій Володимирович (1992—2022) — старший солдат Збройних сил України, учасник російсько-української війни.

## Галерея

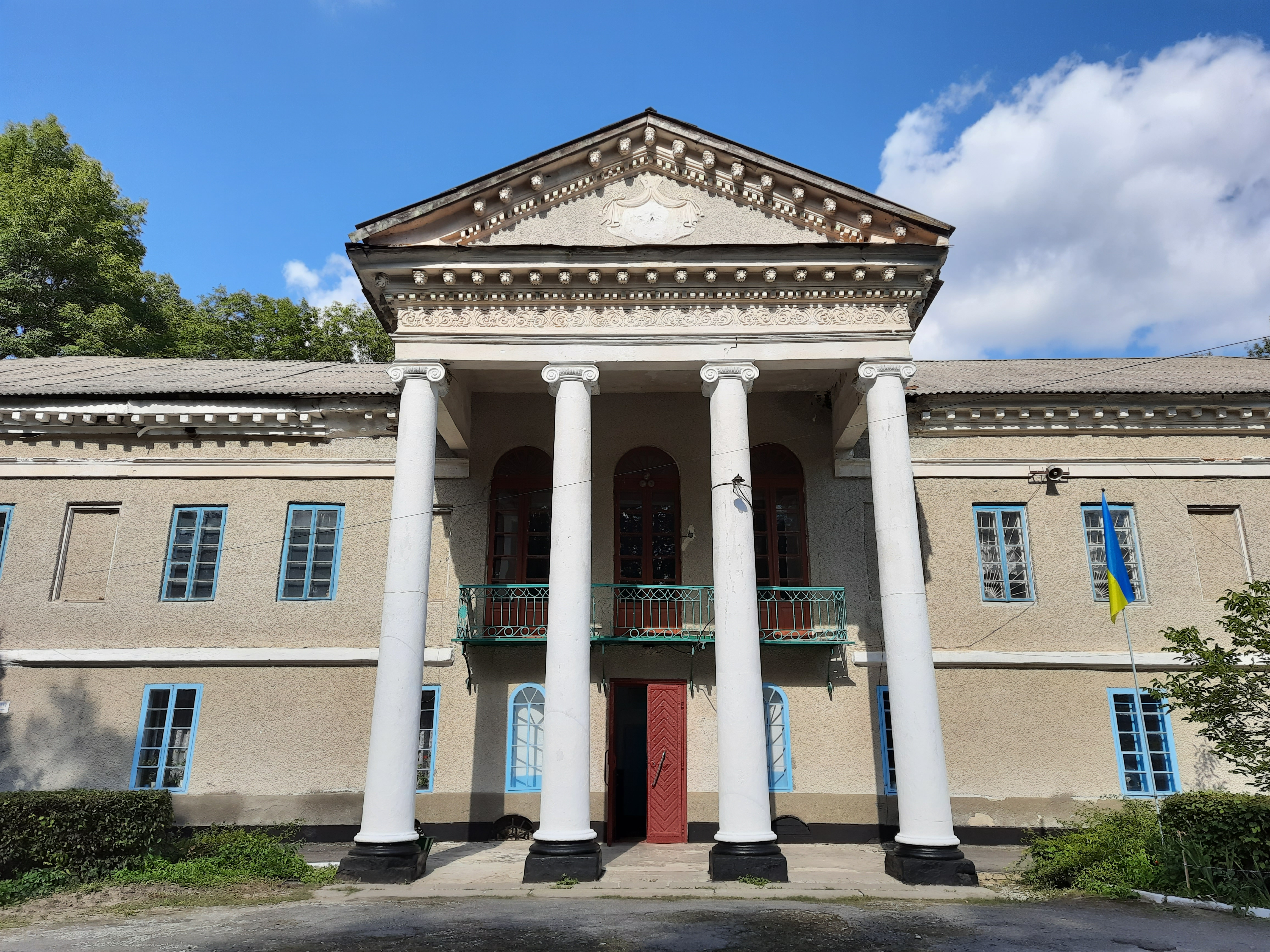
Палац  графів Тишкевичів
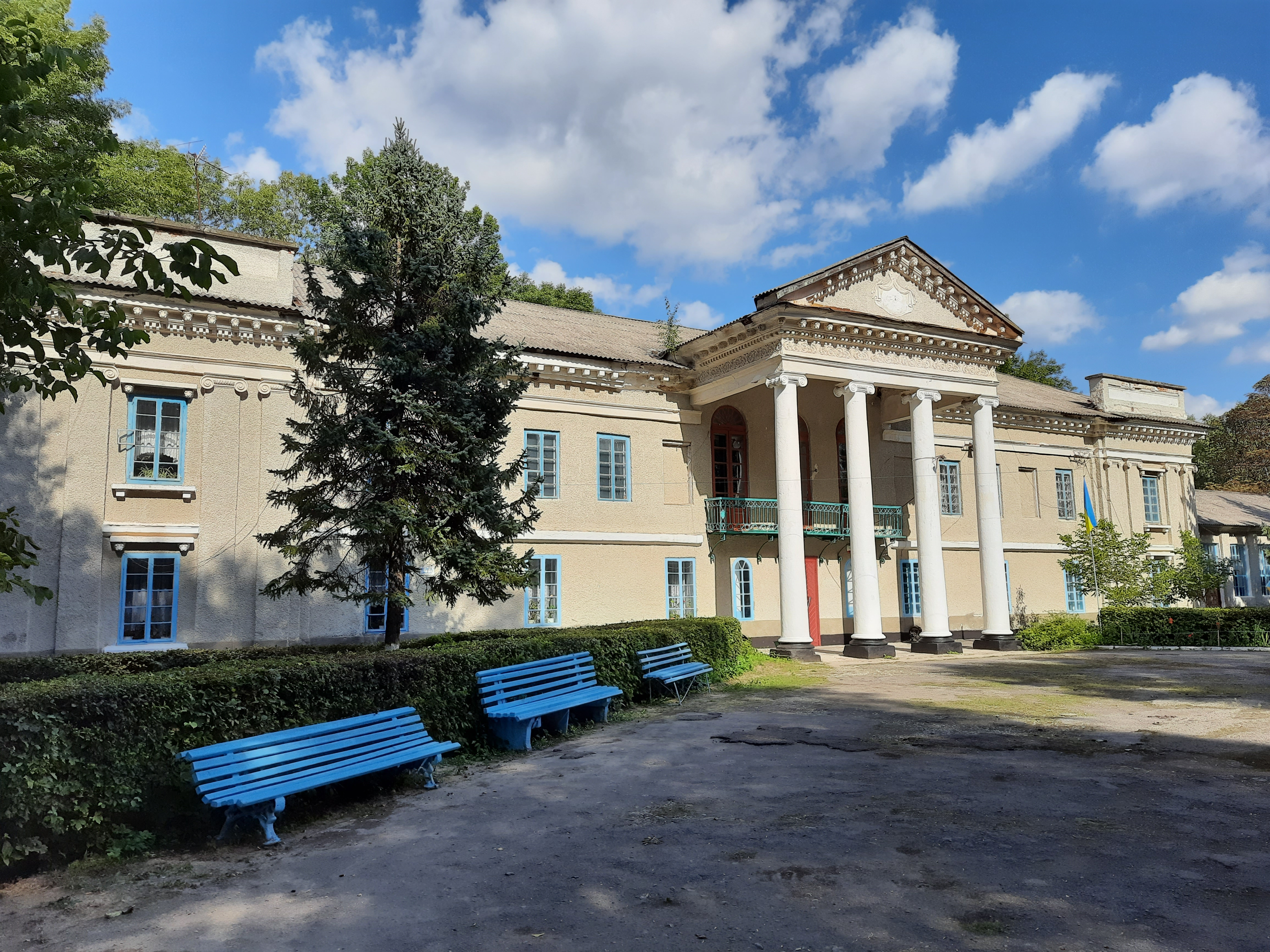
Палац  графів Тишкевичів
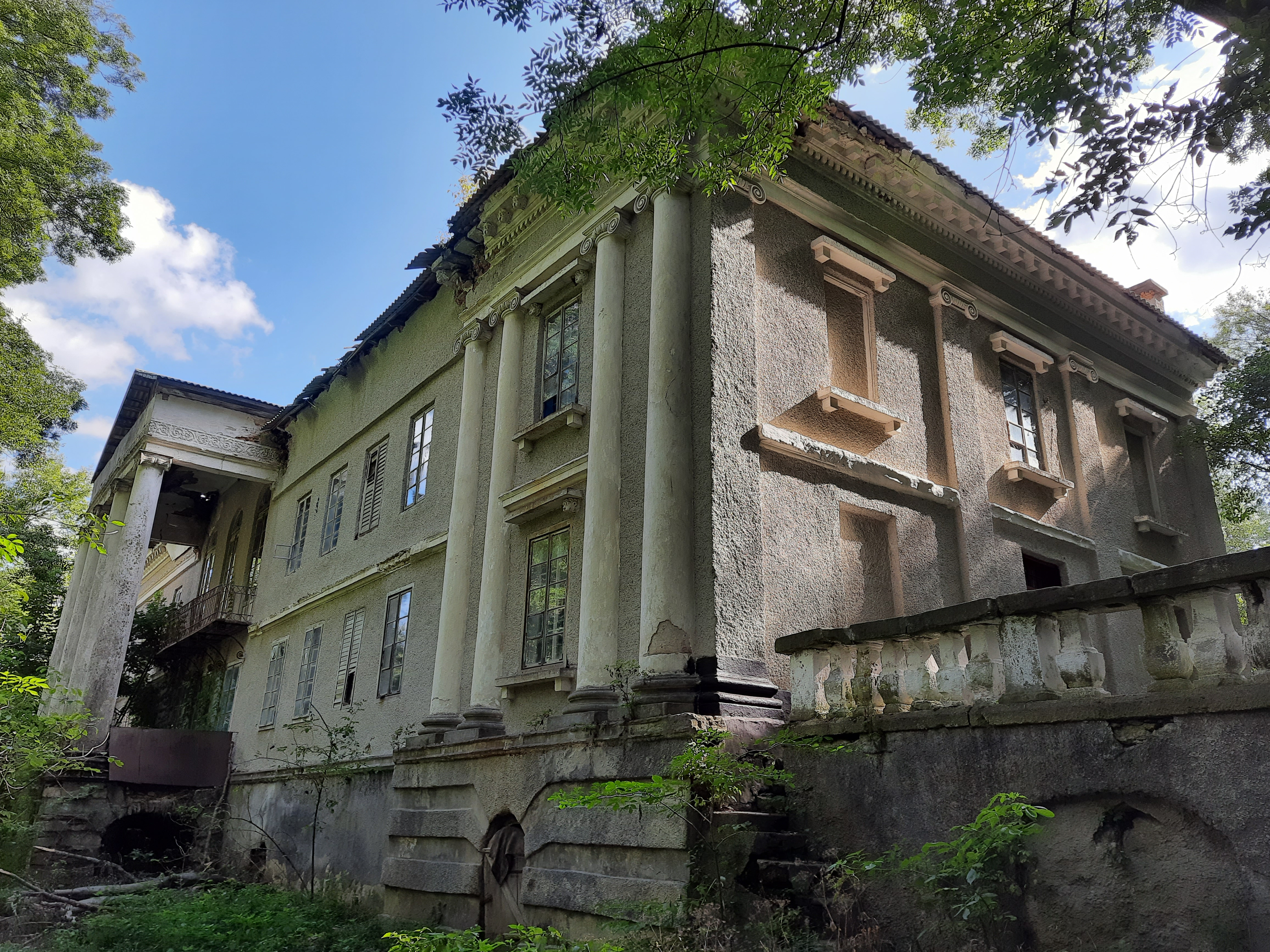
Палац  графів Тишкевичів
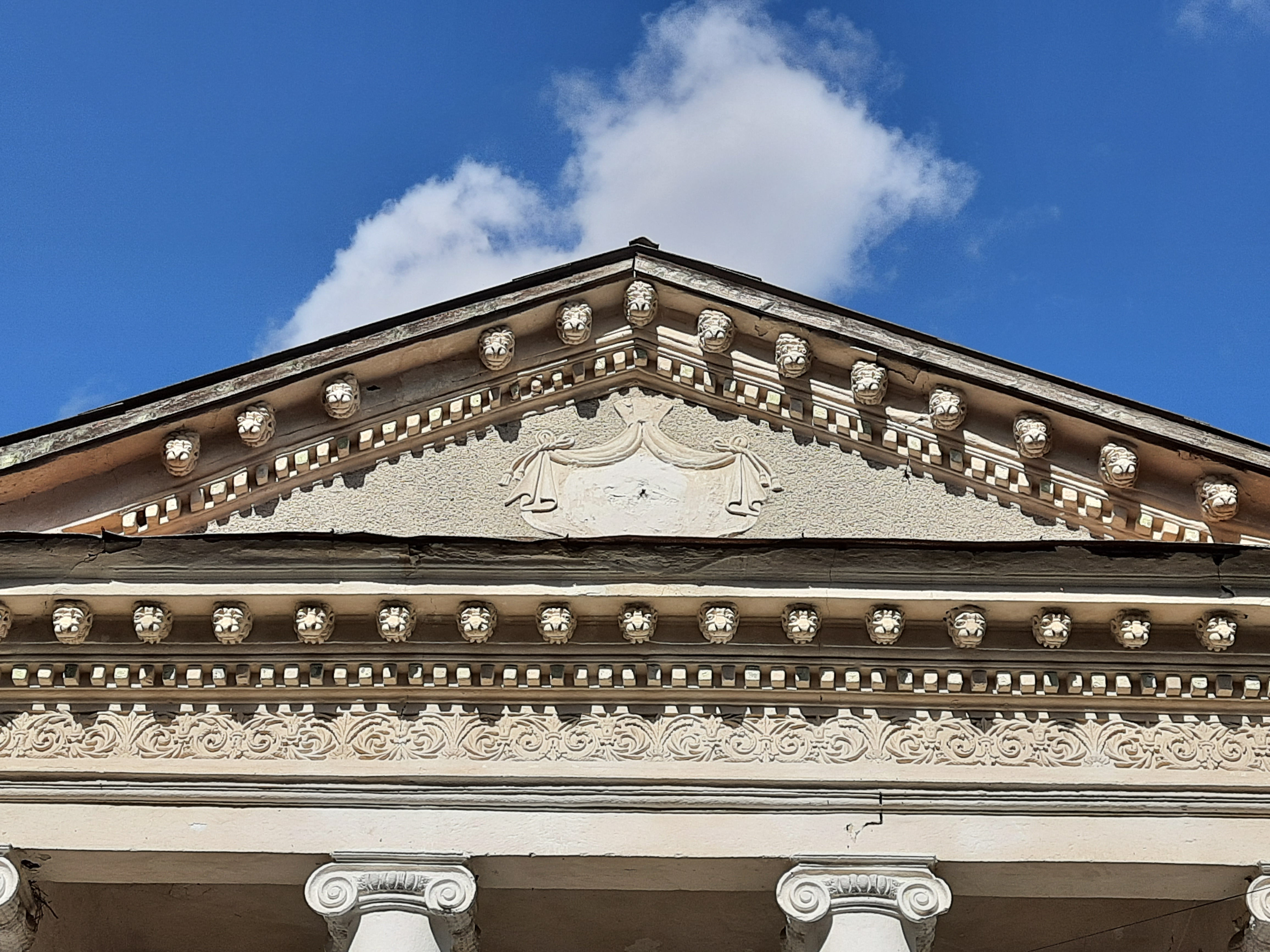
Палац  графів Тишкевичів (фрагмент)
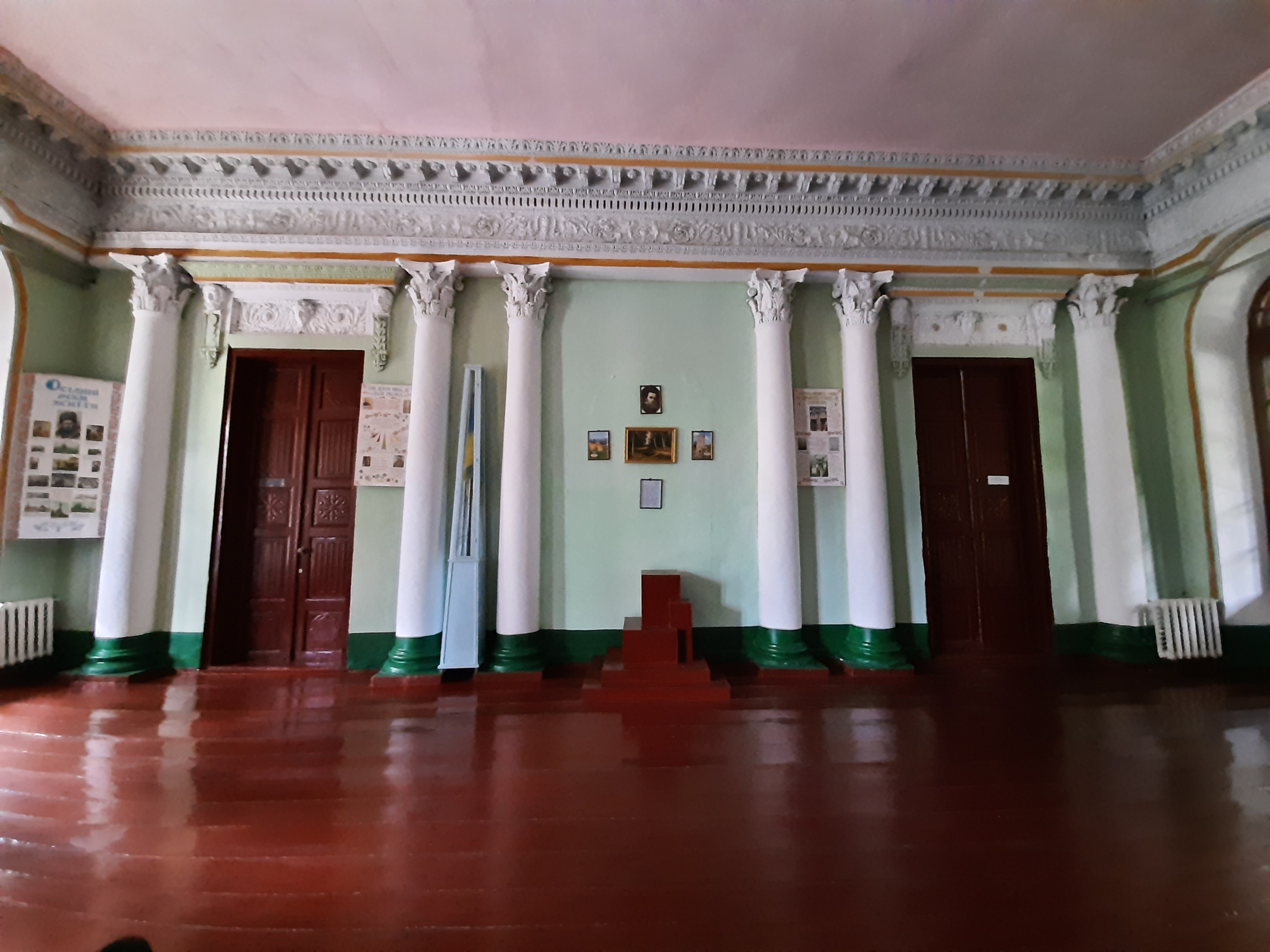
Палац  графів Тишкевичів (інтер'єр)

## Інтернет-посилання
- Проект сайту села Говори [Архівовано 8 березня 2016 у Wayback Machine.]
- Інформація про Говорівську сільську раду [Архівовано 6 липня 2017 у Wayback Machine.]
- Фотополювання. Палац Тишкевича [Архівовано 29 січня 2020 у Wayback Machine.]
- Погода в селі Говори [Архівовано 4 квітня 2022 у Wayback Machine.]
- Howory // Słownik geograficzny Królestwa Polskiego. — Warszawa : Druk «Wieku», 1882. — Т. III. — S. 170. (пол.)